# Bahrein zászlaja
A 19. században Bahrein zászlaja vörös volt, a rúd felé eső szegélynél függőleges fehér sávval. 1933-ban a színeket határoló vonalat fogazott vonalra változtatták, hogy Bahrein zászlaját meg lehessen különböztetni a többi szerződéses államétól.